# Micrathena petrunkevitchi
Micrathena petrunkevitchi är en spindelart som beskrevs av Levi 1985. Micrathena petrunkevitchi ingår i släktet Micrathena och familjen hjulspindlar. Inga underarter finns listade i Catalogue of Life.